# Danske Kvinders Samfundstjeneste
Danske Kvinders Samfundstjeneste (DKS) var en dansk frivillig försvarsorganisation och paraplyorganisation för det kvinnliga civilförsvaret. Organisationen existerade 1940–1966. 
Danske Kvinders Samfundstjeneste upprättades på initiativ av Danske Kvinders Nationalråd, under ledaning av politikern Kirsten Gloerfelt-Tarp, i april 1940 för samordning av den kvinnliga grenen av det danska civilförsvaret, och för att samla kvinnor över hela landet för att utföra volontär- och beredskapsarbete. Det rörde sig ofta om att bistå familjer med proviant och arrangera möten och föredrag. Tillsammans med Kvindeligt Arbejderforbund, Danske Kvinders Nationalråd och Danske Kvinders Beredskab var DKS en av de organisationer som upprättade den danska avdelningen av Save the Children (danska Red Barnet, svenska Rädda Barnen)  15 mars 1945. Kirsten Gloerfelt-Tarp var ordförande för DKS fram till dess avveckling 1966, för Danske Kvinders Nationalråd (1931–1946) och för Red Barnet. 